# Oh! Magnolia
«Oh! Magnolia» es una canción compuesta en 1995 por el músico argentino Luis Alberto Spinetta, interpretada por la banda Spinetta y los Socios del Desierto en el álbum homónimo de 1997, primero de la banda y 25º en el que tiene participación decisiva Spinetta. 
Spinetta y los Socios del Desierto fue un trío integrado por Marcelo Torres (bajo), Daniel Wirtz (batería) y Luis Alberto Spinetta (guitarra y voz).

## Contexto
El tema pertenece al álbum doble Spinetta y los Socios del Desierto, el primero de los cuatro álbumes de la banda homónima, integrada por Luis Alberto Spinetta (voz y guitarra), Marcelo Torres (bajo) y Daniel Wirtz (batería). El trío había sido formada en 1994 a iniciativa de Spinetta, con el fin de volver a sus raíces roqueras, con una banda de garaje. Los Socios ganaron una amplia popularidad, realizando conciertos multitudinarios en Argentina y Chile.
El álbum doble Spinetta y los Socios del Desierto ha sido considerado como una "cumbre" de la última etapa creativa de Luis Alberto Spinetta. El álbum fue grabado en 1995, pero recién pudo ser editado en 1997, debido a la negativa de las principales compañías discográficas, a aceptar las condiciones artísticas y económicas que exigía Spinetta, lo que lo llevó a una fuerte confrontación pública con las mismas y algunos medios de prensa.
El disco coincide con un momento del mundo caracterizado por el auge de la globalización y las atrocidades de la Guerra de Bosnia -sobre la cual el álbum incluye un tema-. En Argentina coincide con un momento de profundo cambio social, con la aparición de la desocupación de masas -luego de más de medio siglo sin conocer el fenómeno, la criminalidad -casi inexistente hasta ese momento-, la desaparición de la famosa clase media argentina y la aparición de una sociedad fracturada, con un enorme sector precario y marginado, que fue la contracara del pequeño sector beneficiado que se autodenominó como los "ricos y famosos".

## El tema
Es el noveno track del Disco 1 del álbum doble. Una canción de amor, al igual que la anterior, "Diana", con la que tiene varios puntos de contacto, a modo de continuidad.
"Aparece con rasguidos, bajos jazzeros, y con un áurea baladesca ¡Oh! Magnolia. Su melodía movida es excelente, y cabe destacar el corte del medio que tiene ese motivo de voz que se repite". "Un funk a lo Spinetta", dice el crítico musical Daniel Amiano.
La letra está relatada en segunda persona y dirigida a una mujer a quien se refiere como magnolia, como si fuera una flor, hablando de su corola, las hojas y el rocío. Spinetta habla de Magnolia como un dios y le expresa la admiración y la emoción que despierta en él, trasladada también al título, al incluir en el mismo la interjección "Oh!". La canción tiene su punto culminante en el estribillo, cuando el poeta da a conocer su miedo a "llegar a la tierra que tendré como fin" y le pregunta: "¿Serás tú mi magnolia para siempre?"

Oh magnolia quien te puede mirar
entre las hojas como quien ve a un Dios
Oh magnolia nadie te puede amar, ¿por qué?
solo el rocío que penetra en tu piel

Y es que temo llegar
a la tierra que tendré como fin
¿serás tú mi magnolia para siempre?
Oh! Magnolia (fragmento)

Al igual que en el tema anterior, "Diana" y otras canciones de amor del disco ("Cuentas de un collar", "Mi sueño de hoy", "Jazmín"), Spinetta expresa los temores e interrogantes que le despertaban un intensa relación amorosa. Si en "Diana" se preguntaba "¿Acaso yo sería feliz?", en "Oh! Magnolia" se pregunta "¿Serás tú mi magnolia para siempre?". Ambas canciones, por otra parte mencionan a la lluvia.
El tema fue grabado, en la segunda mitad de 1995, cuando Spinetta aún se encontraba formalmente casado y su relación con Carolina Peleritti recién había comenzado y era mantenida en reserva por la pareja. En 1997, cuando el álbum fue lanzado, Spinetta ya se había divorciado y la relación con Peleritti era pública. Finalmente la relación finalizaría en 1999.